# Sainte-Austreberthe (Pas-de-Calais)
Sainte-Austreberthe is een plaats en voormalige gemeente in het Franse departement Pas-de-Calais in de regio Hauts-de-France en telt 410 inwoners (1999). De plaats maakt deel uit van het arrondissement Montreuil.

## Geschiedenis
Sainte-Austreberthe is op 1 januari 2025 gefuseerd met de gemeenten Hesdin, Huby-Saint-Leu en Marconne tot de gemeente Hesdin-la-Forêt.

## Geografie
De oppervlakte van Sainte-Austreberthe bedraagt 3,7 km², de bevolkingsdichtheid is 110,8 inwoners per km².

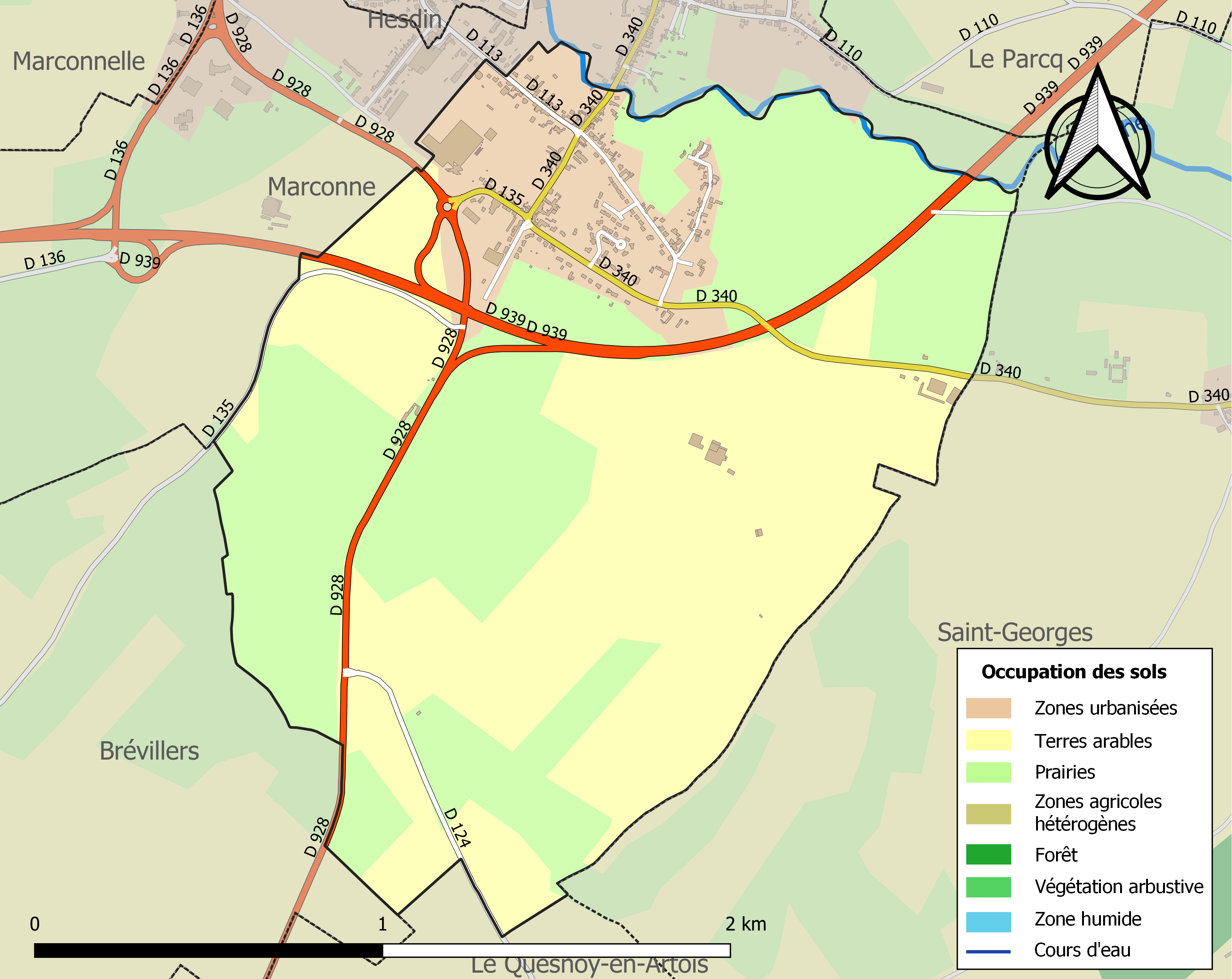
Kaart van de belangrijkste infrastructuur, bodemgebruik en omliggende gemeenten

## Demografie
Onderstaande figuur toont het verloop van het inwonertal.
Hesdin · Huby-Saint-Leu · Marconne · Sainte-Austreberthe